# Æthelred the Unready
Æthelred II (tiếng Anh cổ: Æþelræd, phát âm [ˈæðelræːd]; k. 966 – 23 tháng 4 năm 1016), còn được gọi là Æthelred the Unready, là Vua của người Anh từ năm 978 đến năm 1013 và một lần nữa từ năm 1014 cho đến khi ông qua đời vào năm 1016.